# Pavel Golovenko
Pavel Golovenko (tiếng Belarus: Павел Галавенка; tiếng Nga: Павел Головенко; sinh 12 tháng 1 năm 1997) là một cầu thủ bóng đá Belarus. Tính đến năm 2017, anh thi đấu cho Minsk.